# Thbeng Meanchey (flygplats i Kambodja)
Thbeng Meanchey (engelska: Thbeng Meanchey Airport) är en flygplats i Kambodja.   Den ligger i provinsen Preah Vihear, i den centrala delen av landet, 250 km norr om huvudstaden Phnom Penh. Thbeng Meanchey ligger 50 meter över havet.
Terrängen runt Thbeng Meanchey är platt åt nordost, men åt sydväst är den kuperad. Runt Thbeng Meanchey är det ganska glesbefolkat, med 34 invånare per kvadratkilometer. Närmaste större samhälle är Tbêng Méanchey, 1,8 km sydost om Thbeng Meanchey. I omgivningarna runt Thbeng Meanchey växer huvudsakligen savannskog.